# Hashøj Kommune
Hashøj Kommune i Vestsjællands Amt blev dannet ved kommunalreformen i 1970. Ved strukturreformen i 2007 blev den indlemmet i Slagelse Kommune sammen med Korsør Kommune og Skælskør Kommune.
Kommunen var navngivet efter gravhøjen Hashøj nord for Slots Bjergby.

## Tidligere kommuner
Hashøj Kommune blev dannet inden kommunalreformen ved frivillig sammenlægning af 7 sognekommuner:
| Kommune                 | Folketal september 1965 | Byer                 |
| ----------------------- | ----------------------- | -------------------- |
| Gimlinge                | 995                     | Dalmose              |
| Hyllested               | 515                     |                      |
| Høve-Flakkebjerg        | 1.168                   | Flakkebjerg          |
| Lundforlund-Gerlev      | 610                     |                      |
| Skørpinge-Fårdrup       | 673                     |                      |
| Slots Bjergby-Sludstrup | 878                     | Slots Bjergby        |
| Sørbymagle-Kirkerup     | 1.294                   | Rosted og Sørbymagle |
| I alt                   | 6.133                   |                      |

Ved selve kommunalreformen blev 53 matrikler i Slots Bjergby Sogn overført til Slagelse Kommune.

## Sogne
Hashøj Kommune bestod af følgende sogne:
- Flakkebjerg Sogn (Vester Flakkebjerg Herred)
- Fårdrup Sogn (Vester Flakkebjerg Herred)
- Gerlev Sogn (Slagelse Herred)
- Gimlinge Sogn (Vester Flakkebjerg Herred)
- Hyllested Sogn (Vester Flakkebjerg Herred)
- Høve Sogn (Vester Flakkebjerg Herred)
- Kirkerup Sogn (Vester Flakkebjerg Herred)
- Lundforlund Sogn (Slagelse Herred)
- Slots Bjergby Sogn (Slagelse Herred)
- Sludstrup Sogn (Slagelse Herred)
- Skørpinge Sogn (Vester Flakkebjerg Herred)
- Sørbymagle Sogn (Vester Flakkebjerg Herred)

## Borgmestre[3]
| Navn                 | Parti             | Periode   |
| -------------------- | ----------------- | --------- |
| Carl A. Christiansen | Venstre           | 1970-1978 |
| Frede Pedersen       | Venstre           | 1978-1991 |
| Poul Jeppesen        | Venstre           | 1991-1994 |
| Niels O. Pedersen    | Socialdemokratiet | 1994-2002 |
| Troels Christensen   | Venstre           | 2002-2006 |